# Hatiora
Hatiora ist eine Pflanzengattung aus der Familie der Kakteengewächse (Cactaceae). Der botanische Name ehrt den englischen Mathematiker, Astronomen und Forschungsreisenden Thomas Hariot und ist ein Anagramm seines Namens.

## Beschreibung
Die Arten der Gattung Hatiora wachsen epiphytisch oder lithophytisch. Sie sind strauchig und reich verzweigt. Ihre anfangs aufrechten und später ausgebreiteten oder überhängenden oder hängenden Triebabschnitte sind in ihrem Längenwachstum begrenzt. Die zylindrischen, geflügelten, kantigen oder abgeflachten Triebabschnitte sind bis zu 5 Zentimeter lang. Sie entspringen einzeln oder in Gruppen den Areolen an der Spitze älterer Triebabschnitte. Blühfähige Areolen stehen endständig an den Triebabschnitten und fließen dort zusammen. Dornen fehlen oder sind als weiche Borsten ausgebildet.
Die radiärsymmetrischen, glockenförmigen, gelben, rosafarbenen oder roten Blüten erscheinen an den Triebspitzen und öffnen sich am Tag. Ihr kahles Perikarpell ist kantig, geflügelt oder drehrund. Die Blütenröhre ist kurz.
Die kleinen kugelförmigen Früchte sind kahl. Sie enthalten braune oder schwarze Samen von 1 Millimeter Länge.

## Verbreitung
Die Gattung ist im Südosten Brasiliens verbreitet.

## Systematik
Die Erstbeschreibung der Gattung als Hariota wurde 1834 durch Augustin-Pyrame de Candolle veröffentlicht. Nach den Regeln des Internationalen Codes der Botanischen Nomenklatur ist dieser Name jedoch ungültig, da Michel Adanson bereits 1763 einer Gattung diesen Namen gegeben hatte. Nathaniel Lord Britton und Joseph Nelson Rose bildeten 1915 aus dem ursprünglichen Namen der Gattung das Anagramm Hatiora. Die Typusart der Gattung ist Hatiora salicornioides.

### Systematik nach N.Korotkova et al. (2021)
Die Gattung umfasst folgenden Arten:
- Hatiora herminiae (Porto & A.Cast.) Backeb. ex Barthlott
- Hatiora salicornioides (Haw.) Britton & Rose
  - Hatiora salicornioides f. cylindrica (Britton & Rose) Süpplie
  - Hatiora salicornioides f. salicornioides

Ein Synonym der Gattung ist Hariota DC. (1834).

### Systematik nach E.F.Anderson/Eggli (2005)
Die Gattung wird in zwei Untergattungen gegliedert. Die Untergattung Hatiora ist durch drehrunde bzw. zylindrische, nie gerippte Triebabschnitte und ein im Querschnitt rundes Perikarpell gekennzeichnet. Die Untergattung Rhipsalidopsis weist abgeflachte Triebabschnitte und ein kantiges oder geflügeltes Perikarpell auf. Zur Gattung gehören die folgenden Arten:
- Untergattung Hatiora
  - Hatiora herminiae (Porto & Castell.) Barthlott
  - Hatiora salicornioides (Haw.) Britton & Rose
- Untergattung Rhipsalidopsis (Britton & Rose) Barthlott ≡ Rhipsalidopsis Britton & Rose
  - Hatiora epiphylloides (Porto & Werderm.) Buxbaum ≡ Schlumbergera lutea Calvente & Zappi
    - Hatiora epiphylloides subsp. epiphylloides
    - Hatiora epiphylloides subsp. bradei (Porto & A.Cast.) Barthlott & N.P.Taylor ≡ Schlumbergera lutea subsp. bradei (Porto & A.Cast.) Calvente & Zappi

  - Hatiora gaertneri (Regel) Barthlott ≡ Rhipsalidopsis gaertneri (Regel) Linding.
  - Hatiora ×graeseri (Werderm.) Barthlott ex D.R.Hunt ≡ Rhipsalidopsis ×graeseri (Werderm.) P.V.Heath
eine Hybride aus Hatiora gaertneri und Hatiora rosea, der sogenannte „Osterkaktus“
  - Hatiora rosea (Lagerh.) Barthlott ≡ Rhipsalidopsis rosea (Lagerh.) Britton & Rose

Synonyme der Gattung sind Hariota DC. (1834, nom. illeg. ICBN-Artikel 53.1), Rhipsalidopsis Britton & Rose (1923), Epiphyllopsis A.Berger (1929) und Pseudozygocactus Backeb. (1938).

## Nachweise